# Rhys Grant
Rhys Grant, född 6 februari 1987, är en australisk roddare.
Grant tävlade för Australien vid olympiska sommarspelen 2016 i Rio de Janeiro, där han slutade på 9:e plats i singelsculler.